# پرت‌ویل (اوکلاهما)
پرت‌ویل (به انگلیسی: Prattville) یک منطقهٔ مسکونی در ایالات متحده آمریکا است که در شهرستان تالسا، اکلاهما واقع شده‌است.